# Вкладення
Вкладення у математиці — це спеціального вигляду відображення одного екземпляру деякої математичної структури у інший екземпляр того ж типу. А саме, вкладення деякого об'єкту {\displaystyle X} у {\displaystyle Y} визначається ін'єктивним відображенням, яке зберігає деяку структуру. Що означає «збереження структури», залежить від типу математичної структури, об'єктами котрої є {\displaystyle X} та {\displaystyle Y}. У термінах теорії категорій відображення, яке «зберігає структуру», називають морфізмом.
Те, що відображення {\displaystyle f:X\to Y} є вкладенням, часто позначають «стрілкою-парасолькою» таким чином: {\displaystyle f:X\hookrightarrow Y}.
Для заданих {\displaystyle X} та {\displaystyle Y} може бути декілька можливих вкладень. У багатьох випадках існує стандартне (або «канонічне») вкладення — наприклад, вкладення натуральних чисел у цілі, цілих — у раціональні, раціональних — у дійсні, а дійсних — у комплексні. У таких випадках зазвичай задають область визначення {\displaystyle X} з образом {\displaystyle f(X)\subset Y}, таку що {\displaystyle X\subseteq Y}.

## Геометрія та топологія

### Загальна топологія
Відображення топологічних просторів {\displaystyle f:X\to Y} називається вкладенням {\displaystyle X} у {\displaystyle Y}, якщо {\displaystyle f:X\to f(X)\subset Y} — гомеоморфізм (на {\displaystyle f(X)} розглядається топологія, індукована з {\displaystyle Y}). Кожне вкладення неперервне і ін'єктивне.
Для простору {\displaystyle X} існує вкладення {\displaystyle X\to Y} — топологічний інваріант. Ми можемо розрізняти два простори, якщо один з них можна вкласти у {\displaystyle Y}, а інший — ні.

### Диференційна топологія
Нехай{\displaystyle M,N} — гладкі многовиди та {\displaystyle f:M\to N} — гладке відображення. Воно називається зануренням, якщодиференціал {\displaystyle df} відображення {\displaystyle f} всюди ін'єктивний. Гладке вкладення — це занурення, що є також вкладенням у вищенаведеному сенсі (тобто, гомеоморфізмом на свій образ).
Іншими словами, вкладення дифеоморфне своєму образу, і, зокрема, образ вкладення повинен бути підмноговидом. Занурення у свою чергу є локальним вкладенням (тобто, для кожної точки {\displaystyle x\in M} існує окіл {\displaystyle U\subset M,x\in U} такий, що {\displaystyle f:U\to N} — вкладення).

## Алгебра

### Теорія кілець
У теорії кілець вкладенням називається ін'єктивний кільцевий гомоморфізм {\displaystyle f\colon A\to B}. Так як {\displaystyle f(A)} є підкільцем кільця {\displaystyle B}, то вкладення {\displaystyle f} встановлює ізоморфізм між кільцями {\displaystyle A} та {\displaystyle f(A)}.

## Теорія категорій
У теорії категорій немає задовільного визначення вкладення, яке підходило б до всіх категорій. Типові вимоги визначення вкладення довільної категорії такі: всі ізоморфізми є вкладеннями, композиція вкладень — вкладення, всі вкладення — мономорфізми, будь-який екстремальний мономорфізм — вкладення.
У конкретній категорії вкладення — це морфізм ƒ: A → B, який діє ін'єктивно на множинах-носіях і також є початковим морфізмом у такому сенсі: якщо g — функція з множини-носія об'єкта C у множину-носій A, і її композиція з ƒ є морфізмом ƒg: C → B, то g також є морфізмом.
Як завжди в теорії категорій, існує двоїсте поняття, відоме як фактор.